# Haraseck
Haraseck ist eine Ortschaft und eine Katastralgemeinde der Gemeinde Ramsau im Bezirk Lilienfeld in Niederösterreich.

## Siedlungsentwicklung
Zum Jahreswechsel 1979/1980 befanden sich in der Katastralgemeinde Haraseck insgesamt 19 Bauflächen mit 11.022 m² und 19 Gärten auf 26.778 m², 1989/1990 gab es 19 Bauflächen. 1999/2000 war die Zahl der Bauflächen auf 62 angewachsen und 2009/2010 bestanden 37 Gebäude auf 61 Bauflächen.

## Geschichte
Laut Adressbuch von Österreich waren im Jahr 1938 in Haraseck drei Landwirte mit Direktvertrieb ansässig.

## Bodennutzung
Die Katastralgemeinde ist landwirtschaftlich geprägt. 77 Hektar wurden zum Jahreswechsel 1979/1980 landwirtschaftlich genutzt und 636 Hektar waren forstwirtschaftlich geführte Waldflächen. 1999/2000 wurde auf 63 Hektar Landwirtschaft betrieben und 632 Hektar waren als forstwirtschaftlich genutzte Flächen ausgewiesen. Ende 2018 waren 58 Hektar als landwirtschaftliche Flächen genutzt und Forstwirtschaft wurde auf 622 Hektar betrieben. Die durchschnittliche Bodenklimazahl von Haraseck beträgt 23,2 (Stand 2010).